# 엄인섭
엄인섭(嚴仁燮, 1875년 ~ 1936년)은 일제강점기 시기 러시아 연해주 지역에서 활동한 일제 밀정으로 악명이 높았다. 한때 안중근과 의형제를 맺어 한국의 독립운동가로 구한말기에 의병활동하였으나, 경술국치 이후 일제 밀정으로 변절했다. 대표적인 밀정행위는 1920년 '간도 15만원 사건'을 들을 수 있다.

## 생애

### 유년과 청년 시절
1875년 함경북도 경흥에서 태어났다. 어린 시절에 러시아 연해주로 이주했다. 1900년 중국에서 의화단 전쟁이 일어나고, 러시아 군대가 만주를 침략할 때 남만주 지방에 주둔한 러시아 군대에서 종군했다. 이때의 공훈을 인정받아 러시아 정부가 주는 훈장을 받았다. 러일전쟁 당시에는 러시아군 통역으로 복무했다.

### 의병활동
1907년 겨울 안중근 김기룡과의 의형제를 맺은 뒤 항일의병을 일으킬 목적으로 연해주 각지의 동포사회를 순방하며 뜻있는 청년 87명을 결집하고 총기와 자금을 모았다.
1908년 4월 이른바 '87형제'들이 연추의 최재형 집에 총집결하여 동의회를 조직했다. 이때 선출된 동의회 임원은 총장에 최재형, 부총장에 이범윤, 회장에 이위종, 부회장에 엄인섭, 서기에 백규삼이었다.
이후 1908년 여름 국내로 진공할 의병부대의 지휘부에서 좌영장의 직책을 맡았다. 우영장은 안중근이었다. 동의회 소속 의병 360명은 러시아에 조성된 최초의 한인마을인 지신허에서 3주가량 훈련을 마치고 7월 국내로 진입하여 함경북도 신아산의 일본군 수비대를 공격하여 첫 승리를 거뒀다.
안중근부대 등이 8월 초까지 1개월간 악전고투하다가 연추로 귀환한 것과는 달리 일찍 후퇴를 결정한 엄인섭부대는 러시아로 귀환하는 과정에서 서수라를 습격하여 일본인 어부 10여명을 살해한 뒤 웅기 마을로 쳐들어가 한 무리의 일본 상인들을 공격한 뒤 철수하면서 두만강 연안의 일본군 초병들과 전투를 벌였다. 엄인섭이 1909년 4월 이토 히로부미를 암살하기 위해서 단지(斷指)했다는 일본관헌 기록도 있다. 1909년 이범진, 이범윤의 사자(使者)인 김영선과 함께 한성에서 고종황제를 은밀히 배알하고 밀서를 봉정(奉呈)하기도 했다.

### 친일행적

#### 1910년대
경술국치(한일합병조약) 일본의 밀정으로 활동했는데, 1911년 4월경부터 일본 측에 독립운동에 관한 정보를 제공했으며, 일본총영사관의 기토 통역관이 엄인섭을 관리했다. 일본총영사관은 1911년 6월 유진율이 편집인 겸 발행인으로, 단재 신채호가 주필로 있던 한글신문 '대양보'의 발행을 방해할 목적으로 엄인섭에게 대양보의 인쇄활자를 절취하도록 했다. 그해 9월 엄인섭은 '대양보'의 활자 1만 5000개를 절취하여 기토 통역관에게 건네주었다. '대양보'는 이후 발간을 중단할 수밖에 없었고 결국은 정간되고 만다.
일제 밀정으로 활동하면서도 항일애국자로 알려졌던 엄인섭은 민족운동가들에게 체포된 일본 밀정들을 탈출시키기도 했다. 1911년 6월초 간도총영사관에서 파견한 밀정 서영선을 탈출시켰으며, 같은 해 8월 일본 밀정 김기양을 구출하라는 일본총영사관의 명을 받아 김기양을 빼내려 하였으나 심문현장에 늦게 도착하는 바람에 실패했다.
1910년대 전반 엄인섭은 러시아 연해주 한인들의 자치기관으로 러시아 당국의 공인을 받았던 권업회의 간부로 활동했다. 1911년 6월 권업회 발기회에서 의원으로 선출되었고, 그해 12월에 열린 권업회 창립총회에서도 홍범도가 부장으로 있는 사찰부(경찰부)의 부원으로 선임되었다. 일본 측이 1912년 11월에 조사한 정보를 기록한 문서에 따르면, 당시 경찰부장이 홍범도였고, 유상돈과 엄인섭이 부원이었다. 이어 1912년 8월 권업회 임시총회에서 이종호, 이범석, 이형욱 등과 함께 검사원으로 선출되었으며, 9월에는 각 지방에 지회설립을 촉진하기 위해 이종호, 박영빈과 함께 파견되었다.
1914년 2월에 개최된 권업회 총회에서도 의사원 후보 3인 가운데 한사람으로 선출되었다. 같은해 3월 권업회와 신한촌민회의 통합총회가 열렸을 때 최재형의 후임을 뽑는 회장선거에서 최다득표인 31표를 얻었으나 사퇴함으로써 26표를 얻은 김도여가 회장에 선임되었다. 회장선거에서 최다 득표를 얻어 한인지도자로 인정 받을 만큼 엄인섭은 자신이 '일제 밀정'이라는 신분을 철저히 속이고 위장에 철저하고 노련했다. 또 비밀결사에도 관여하여 1912년 1월 국권회복을 목적으로 홍범도, 이범석, 유상돈을 비롯한 20여명과 '21의형제'를, 같은 달 김립, 박동원, 최의수, 고명호, 오봉화등과 '6형제'를 결의했다.
1912년 8월 중국,러시아와 중국 국경의 훈춘에서 한국과 중국의 항일운동가 33명이 결집하여 조직한 둔전영의 참립총회에 블라디보스토크 대표로 참석하고 관련 정보를 일본 측에 제공했다. 제1차 세계대전이 일어나면서 러시아와 일본이 동맹국 관계로 발전하게 되자 블라디보스토크 일본총영사는 러시아정부에 1914년 9월 권업회(지부 포함)와 합성회사의 해산, '권업신문'과 '대한인정교보'의 발행금지, 불령선인의 퇴거 처분 등을 요구했다. 당시 일본이 러시아 정부에 요구한 퇴거 대상은 1급 22명, 2급 18명 3급 10명 등 총 40명이었는데, 엄인섭의 이름은 빠져 있었다. 한편 조선총독부 총독 데라우치 마사타게가 일본 외무대신에게 보낸 총 30명의 려시아 추방 대상 명단에는 엄인섭이 들어 있었는데, 이는 엄인섭이 블라디보스토크 일본총영사관에서 은밀하게 밀정으로 활동하고 있었기 때문이다.
제1차 세계대전 기간 중에 엄인섭은 이동휘를 중심으로 러시아와 중국의 한인들이 조직한 '애국저금단'과 '북빈의용단'에 관한 정보를 일본 총영사관 '스나가' 통역생에게 제공했다. 이 정보는 후에 성재 이동휘를 체포하고 구금하는 근거로 활용되었다. 1917년 러시아 혁명 이후에도 밀정행위는 끊이지 않고 계속 했다. 1917년 5월 치타의 이강, 백원보, 박영갑, 블라디보스토크의 조응순, 최병숙, 김학만, 서상구등이 '을사늑약' 체결 당시 주한공사였다가 주중공사로 베이징에 주재하고 있던 하야시 곤스케를 암살하려는 계획을 추진했을때, 엄인섭은 의형제를 맺은 조응순이 자신에게 보낸 서한 등을 블라디보스토크 일본총영사관에 전달하였고, 직접 조응순의 활동을 저지하기 위한 활동을 벌였다.
1919년 3.1 운동 이후에도 여전히 일본총영사관의 지휘를 받아 밀정행위를 계속했다. 3.1 운동 당시 파리강화회의 대표파견, 선언서 선포, 의병 국내진입 등과 같은 계획을 논의하는 자리에 참석했는데, 블라디보스토크 신한촌에 있던 그의 집은 최재형 등 주요인물들의 집결장소로 활용되었다.

#### 1920년대 활동

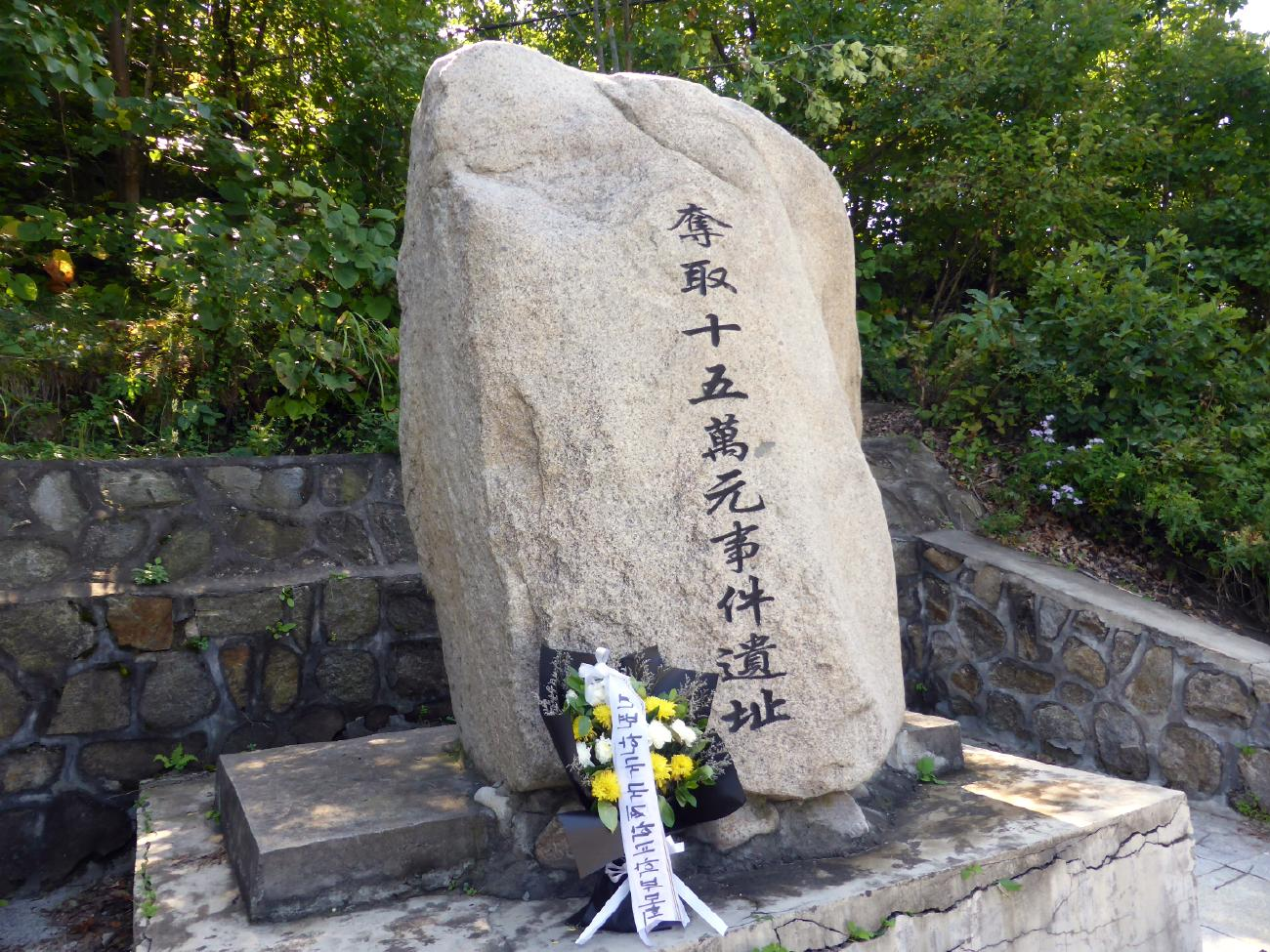
15만원 탈취 사건 유적지

러시아 연해주 한인사회에서 엄인섭이 '일제의 밀정'이란 사실이 널리 알려진 계기는 1920년 '간도 15만 원 사건'이었다. '간도 15만 원 사건'은 1920년 1월 북간도의 윤준희, 임국정, 최봉설, 한상호, 박웅세, 김준 등 철혈광복단 6명이 일제가 조선은행 회령지점에서 북간도의 용정촌지점으로 운송중이던 일본화폐 15만원을 탈취한 사건을 말한다. 6명의 독립운동가들이 15만원 탈취하고 가던길에 엄인섭을 만나는데, 엄인섭은 '무기구입하는데 위험에서 총이 필요하다.'면서 거짓으로 말하고, 6명의 독립운동가들을 무장해제 시켰다. 그리고 곧바로 일본 영사관에 밀고하여 헌병대가 덮치게 꾸몄다. 이 사건으로 15만원 탈취는 고스란히 일제 헌병대에게 빼앗겼고, 주모자들 5명은 신한촌에서 체포되어 임국정, 윤준희, 한상호,박웅세는 국내로 압송되어 재판을 받고 1921년 8월에 순국했다. 살아남은자는 최봉설뿐이었다. 이과정에서 엄인섭이 일제 밀정이라는 정체가 드러나게 되었다.
사건 직후 블라디보스토크에도 러시아 혁명 영향으로 일어나 소비에트 정권이 수립되었다. 이후 하리노토프 블라디보스토크 경찰서장은 신한촌 민회를 방문해 장도정, 김진, 전일, 강양오, 김미하일 등 한인들에게 일본 밀정의 명부를 제출할 것을 요청하자, 장도정 등은 1920년 2월 50명의 일본 밀정 혐의자를 지목하고 이 가운데 혐의가 중한 20명을 추렸는데, 여기에 엄인섭이 포함되었다.

### 이후 행적
이후 그의 행적에 대해 자세히 알려지지 않았으나, '간도 15만원사건'의 주역이었으나 체포되지 않았던 최봉설은 뒷날 1956년 북간도 연길을 여행할 때 훈춘의 정포수 영감으로부터 엄인섭의 말로를 들었다고 한다. 이에 따르면 엄인섭은 일본이 시베리아에서 철수할 때 함께 함경북도 경흥으로 도망쳤지만 일본어를 몰라 밀정직에서 해직되었고, 이후 훈춘으로 왔으나 가는 곳마다 15만원 사건 당시의 '일본 정탐놈'이라고 사람들로부터 손가락질 당하면서 비난받았다고 한다.

### 최후
결국 1936년 여름에 훈춘에서 피를 토하며 죽었다고 한다. 그가 죽을 때 '내가 김하석의 말을 듣다가 천추만대에 왜놈 정탐배로 죽는다."라는 말을 남겼다고 한다.

## 사후
민족문제연구소에서 발간한 친일인명사전의 해외 밀정 부문에 수록되었다.

## 같이 보기
- 동의회
- 단지동맹
- 안중근

## 참고자료
- <친일인명사전>, 민족문제연구소
- EBS 다큐멘터리 <도울이 본 한국독립운동사>